# Ernst Schellenberg (Politiker)

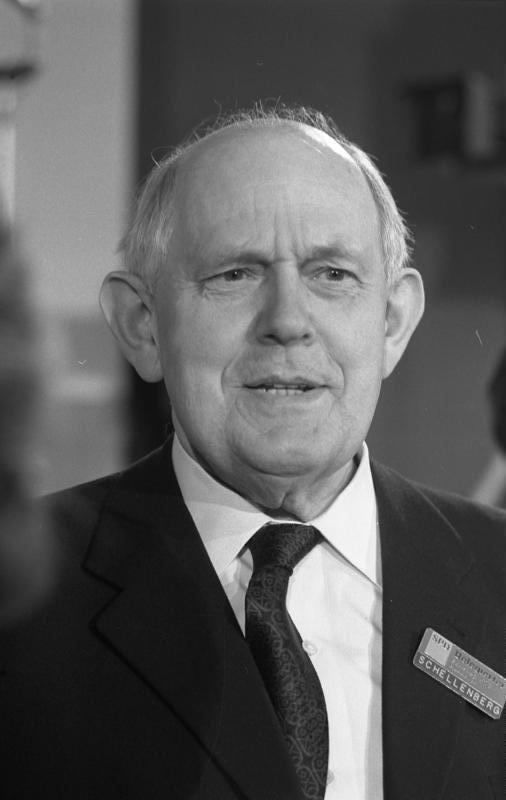
Ernst Schellenberg (1973)

Ernst Schellenberg (* 20. Februar 1907 in Berlin; † 6. Juni 1984 in West-Berlin) war ein deutscher Politiker (SPD).

## Biografie

### Ausbildung und Beruf
Schellenberg absolvierte eine Lehre für Sozialversicherung und Sozialfürsorge. Er war bis 1933 im Bereich der Sozialversicherung und der sozialen Fürsorge tätig. Ohne Reifeprüfung kam er an die private Deutsche Hochschule für Politik. Er wurde Assistent und Lehrbeauftragter am Hochschulinstitut für Versicherungswissenschaften und 1933 promovierte er. Seit 1933 war er Angestellter einer Privatversicherung. 1938 wurde er Leiter der Kalkulationsabteilung beim Reichsverband der Privatversicherung in Berlin. Ab 1942 wirkte er als  Seminarleiter des Berliner Hochschulinstituts für Versicherungswissenschaft.
Von 1946 bis 1948 war er Professor für Versicherungswesen und Direktor am Institut für Sozialwesen und Versicherungswesen an der Humboldt-Universität zu Berlin. 1947 wurde er außerordentlicher Professor als Direktor des Instituts für Sozialpolitik und Versicherungswesen der Humboldt-Universität.
Nach dem Zweiten Weltkrieg war er stellvertretender Abteilungsleiter für Sozialwesen im Magistrat von Groß-Berlin, dann Direktor der Versicherungsanstalt Berlin, der Krankenversicherungsanstalt und bis 1958 der Allgemeinen Ortskrankenkasse Berlin.

### Politik
Von 1929 bis 1933 war Schellenberg Mitglied der KPD. 1948 trat er der SPD bei.
Schellenberg gehörte dem Deutschen Bundestag seit der Erhöhung der Zahl der Berliner Abgeordneten am 1. Februar 1952 bis 1976 an. Von 1957 bis 1972 war er Vorsitzender des Arbeitskreises Sozialpolitik der SPD-Fraktion und bis 1976 auch Vorsitzender des Bundestagsausschusses für Sozialpolitik. Vom 13. Dezember 1966 bis zum 11. Juni 1975 war er stellvertretender Fraktionsvorsitzender.
Im Bundestagswahlkampf 1965 gehörte Schellenberg zur Regierungsmannschaft des SPD-Kanzlerkandidaten Willy Brandt, die dieser auf dem SPD-Parteitag im November 1964 in Karlsruhe vorstellte, und war für den Fall des Wahlsieges als Sozialminister vorgesehen. Bei der Bildung der Großen Koalition 1966 ging dieses Amt jedoch an Hans Katzer, 1969 in der sozialliberalen Koalition an Walter Arendt.

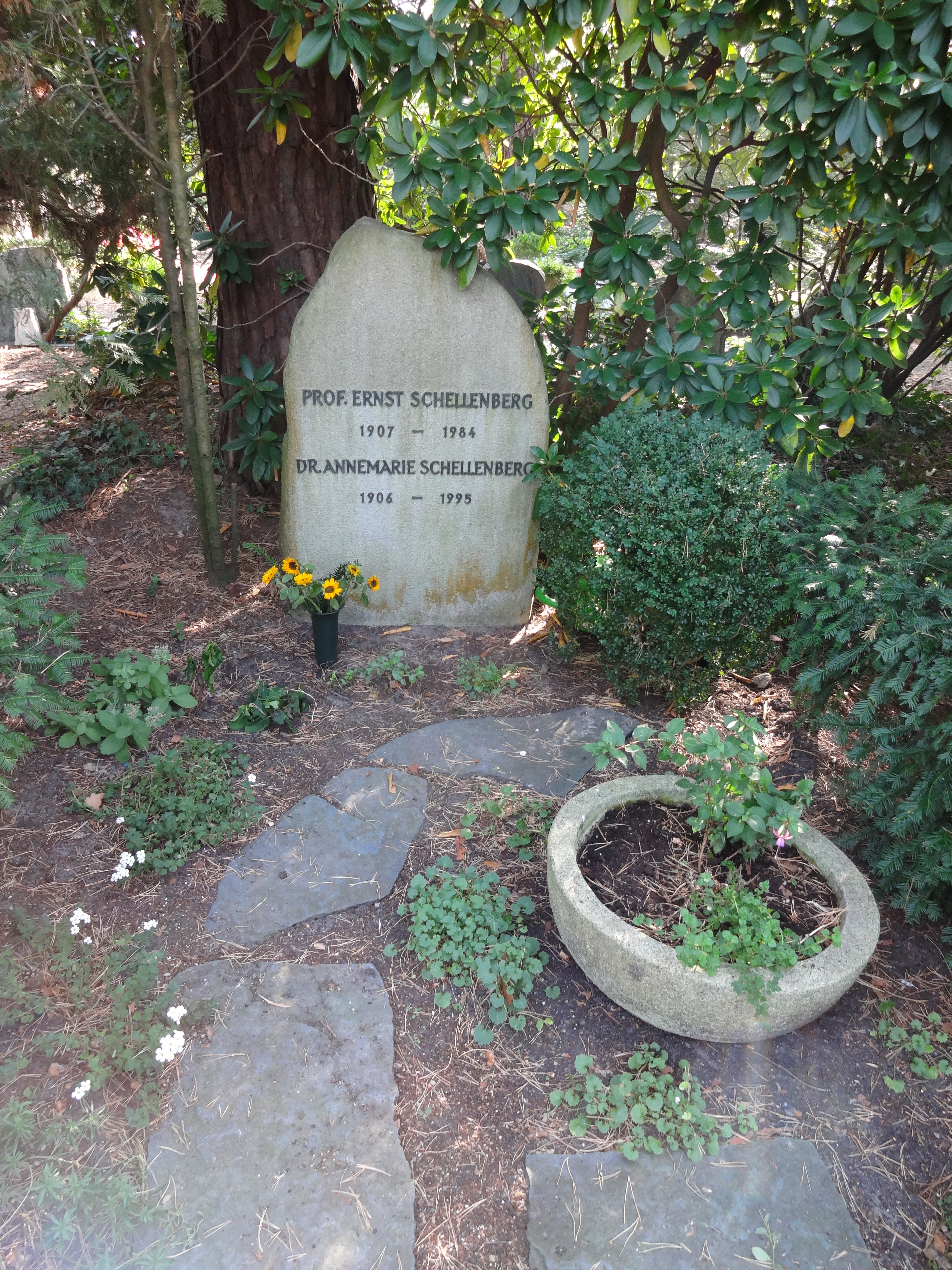
Grabstätte

Er ist auf dem Waldfriedhof Dahlem beigesetzt.

### Ehrungen
- 1965 bekam Schellenberg das Große Bundesverdienstkreuz mit Stern.
- 1972 erhielt er das Schulterband zum Bundesverdienstkreuz.
- Mit dem Großkreuz wurde er 1976 ausgezeichnet.
- 1977 bekam er die Ernst-Reuter-Plakette des Landes Berlin.
- Die Marie-Juchacz-Plakette der Arbeiterwohlfahrt wurde ihm 1977 verliehen.